# Palazzetto dello sport Mario Argento
Il palazzetto dello sport Mario Argento o PalArgento era un'arena coperta di forma rettangolare e con copertura metallica, capace di ospitare ottomila spettatori.

## Storia
Edificato nel quartiere di Fuorigrotta in occasione dei Giochi del Mediterraneo 1963, insieme alla piscina Scandone, fu inaugurato con una partita di pallacanestro fra l'Italia e la Siria, vinta dai padroni di casa;. Nel 1969 ospitò le partite del Gruppo B, le semifinali e la finale del campionato europeo di basket. L'anno seguente fu sede della finale di ritorno della Coppa delle Coppe di pallacanestro, vinta dalla Fides Partenope contro i francesi del JA Vichy. 
Nel 1982 ospitò le WCT Fall Finals di tennis, con l'affermazione di Ivan Lendl. Nell'arco degli anni ottanta fu teatro di diversi incontri di boxe di Patrizio Oliva, tra cui la difesa della corona mondiale WBA dei superleggeri contro l'americano Brian Brunette il 6 settembre 1986. 
Ha ospitato inoltre gli spettacoli sul ghiaccio ed alcuni concerti, fra i quali si ricordano quello dei Genesis nel 1974 e di Antonello Venditti nel 1990. Il 6 giugno 1998 il PalArgento è stato chiuso per lavori di adeguamento alle norme antisismiche.

## Prospettive sul PalArgento
Il Comune di Napoli, dopo la chiusura del palazzetto, aveva provveduto a rimpiazzarlo con una struttura prefabbricata situata a pochi metri, il PalaBarbuto, e nel frattempo aveva predisposto, dopo il 2000, un progetto di ammodernamento della struttura. Tuttavia, avviata la prima fase dei lavori, fu approvata una modifica della normativa antisismica che comportava quindi il rifacimento completo della struttura.
Nel 2002 sembrava tutto pronto per l'avvio dei lavori ma ci furono degli imprevisti. Il terremoto nel Molise aveva mutato di fatto il livello di allarme sismico per la Campania che saliva da “basso rischio” a quello medio. Di conseguenza anche i parametri antisismici subivano un mutamento. Nonostante il progetto pervenuto di Giovanni Corradetti e nonostante l'esborso di oltre nove milioni di euro, l'amministrazione municipale decise di pubblicare un nuovo bando di lavori.
Di fatto, il primo lotto dei lavori avrebbe dovuto essere consegnato ad agosto 2007; prevedeva la costruzione della parte principale con una capienza di 6.500 posti, al quale poi si sarebbe integrato il secondo, portando la capienza ad oltre 8.000 posti a sedere.
I lavori iniziarono nel giugno 2005, quando le ruspe demolirono la vecchia struttura, ad eccezione delle due tribune che furono preservate per presunti vincoli di natura architettonica. A causa delle numerose varianti in corso d'opera, la cui necessità si è palesata dopo la demolizione della struttura, si è registrato un incremento dei costi che divennero insostenibili per l'amministrazione municipale. Di conseguenza, i lavori si interruppero dopo pochissimo tempo, lasciando le due tribune esposte agli agenti atmosferici; allo stato attuale esse sono ormai ridotte a ruderi irrecuperabili, e quindi il nuovo impianto (sempreché se ne decida la ricostruzione) dovrà essere totalmente ricostruito a nuovo.